# 圣尼各老本笃会修道院
37°30′13.2″N 15°4′46″E / 37.503667°N 15.07944°E

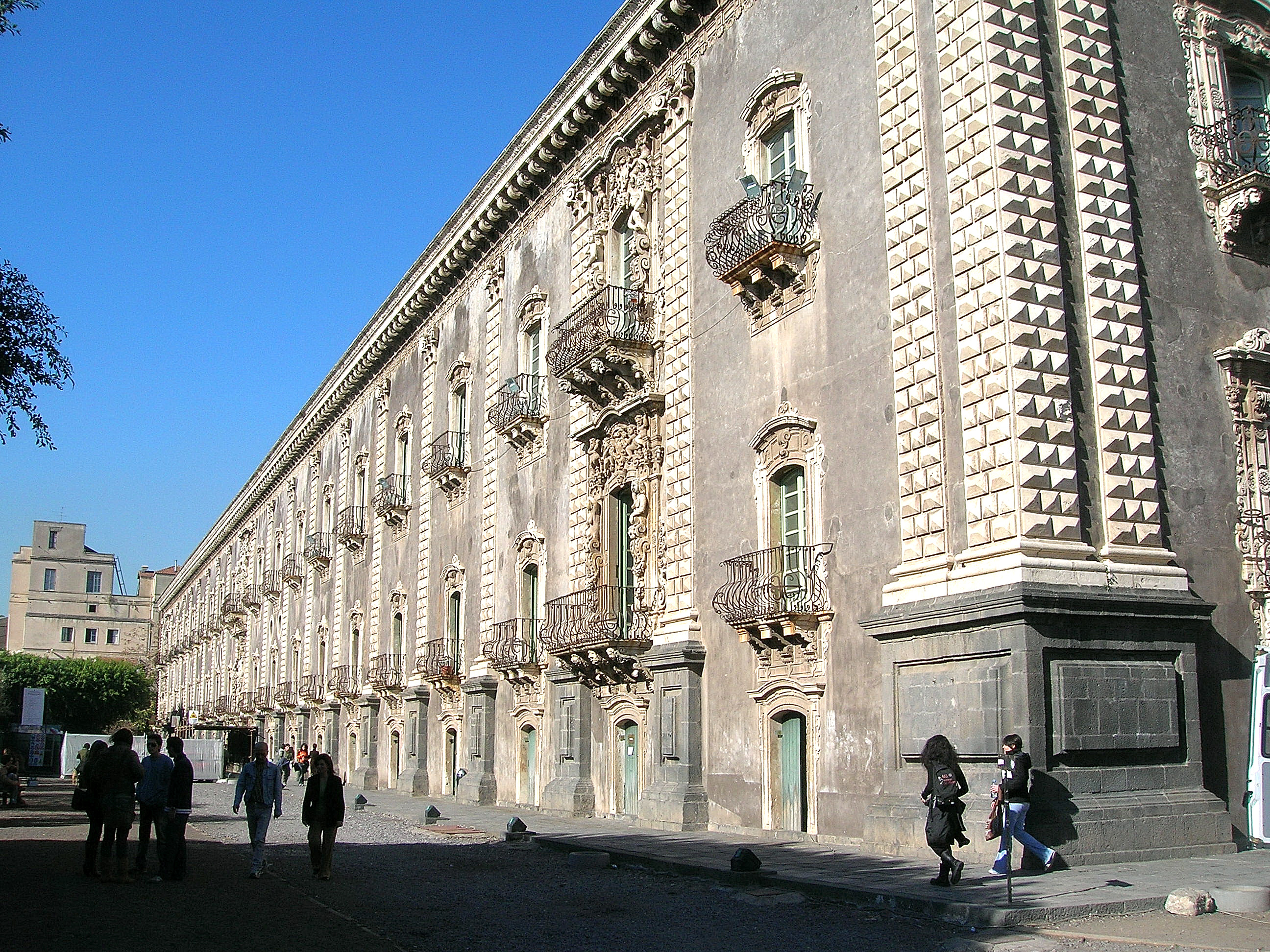
圣尼各老本笃会修道院

圣尼各老修道院（Monastero di San Nicolò l'Arena），俗称本笃会修道院，是一个罗马天主教教会建筑群，位于意大利卡塔尼亚老城区的但丁广场（piazza Dante），包括一个重要的本笃会修道院和一个巨大的十八世纪教堂竞技场圣尼各老堂（Chiesa di San Nicolò l'Arena）。
该修院最初位于尼科洛西。在十六世纪中叶，市议会批准迁入城墙内，以避开火山爆发和强盗山贼的威胁。
由于占地面积达210 X130米，被视为欧洲最大的修道院之一。
该修道院于1869年8月15日被宣布为国家古迹。